# «Чиста» теорія права Г. Кельзена
«Чиста» теорія права Ганса Кельзена — одна із теорій вузького розуміння права.

## Про теорію
Вчення Г. Кельзена склалося під сильним впливом неокантіанства, від якого він перейняв протиставлення категорій «сущого» і «належного». Згідно з Кельзеном, право цінне тільки як наказ, як норма. У такому смислі право характеризувалося ним як форма належного. «Адже право складає цінність якраз тому, що воно є нормою». Ця «норма» в нього — чиста належність — наказ, але не норма рівності, свободи, справедливості. «Кельзенівська» норма — це чиста й порожня форма належного, здатна надавати імперативно-наказного статусу і характеру будь-якому довільному позитивному змісту.
Предметом вивчення теорії права, за Кельзеном, є законодавчі норми, правопорядок, відносини між різними правопорядками. Мета теорії — забезпечити юриста (правознавця і практика) розумінням і описом позитивного права.
Спираючись на філософію І. Канта, Г. Кельзен стверджував, що право відноситься не до світу сущого, а до існуючого світу. Це мало витоки із роздумів І. Канта, відповідно до яких є чітка межа між об'єктивним світом і суб'єктивними категоріями думок, у яких він бачить лише пусті та зовнішні форми, а не відображення реального світу.
В такому випадку право може вивчатись лише як щось само по собі існуюче у дійсності. Саме тому, називаючи свою теорію «чистою», Г. Кельзен хотів підкреслити, що юридична наука займається лише аналізом позитивного права, а не психологічним чи економічним поясненням його походження та суті; вона не повинна займатися моральною чи політичною оцінкою права. Він вимагав повного відокремлення права від «філософії справедливості», і від соціологічного аналізу, і від оцінки права.
І в ньому погляди Г. Кельзена збігаються з юридичним позитивізмом.

## Право у розумінні Г. Кельзена
Теорія права, на думку Г. Кельзена, повинна відокремлюватися від філософії, соціології, аксіології тощо права.
Г. Кельзен стверджував, що право — це сукупність правил, які є загальнообов'язковими та існують незалежно від світу реальних факторів, не підкорюється принципу причинності і черпає силу і дієвість з самого себе. Право говорить не про те, що є, а про те, що повинно бути. Право — це «соціальна техніка», порядок, який через специфіку техніки приписує кожному члену суспільства його обов'язки і тим самим положення про нього, передбачаючи акт примусу — санкцію, яка направлена проти члена суспільства, який не виконає обов'язку.
Відповідно, юридична наука, на думку Г. Кельзена, — формалістична наука. Оскільки вона байдужа до змісту права. Він порівнює юридичні норми з геометричними фігурами, які можна розглядати незалежно від матеріалу, з якого вони зроблені.
Відповідно до «чистої теорії права», основою дійсності норми є завжди сама норма, а не факт. Пошук основи дійсності норми, з точки зору цієї теорії, веде не до реальності, а до іншої норми із якої виходить перша норма. Правовий порядок, по Кельзену, — це ієрархія різних рівнів норм.
Єдність цих норм встановлюється тим, що одна норма, нижча, визначена іншою — вищою, створення якої передбачено ще найвищою нормою. Найвищою нормою не є Конституція, так як остання — це лише найвищий ступінь національного права. В основі права, у тому числі конституційних норм, лежить найвища норма — «основна норма».
За допомогою основної норми право досягає єдності не звертаючись до «мета правових джерел» — держави, суспільства, політичної влади і так далі. Саме вона дозволяє утворювати багатоступеневий ієрархічний порядок, у якому нижчі норми витікають із вищих.
Отримуємо таку конструкцію: основна норма породжує конституційні норми, ті, своєю чергою — норми законів, далі — «загальні норми» (укази, розпорядження і так далі), а закінчується ця піраміда (нижчий щабель) — індивідуальними нормами, створеними судом і органами управління, стосовно до конкретних правових ситуацій.
З огляду на це можна стверджувати, що для Кельзена право дорівнює законодавству. Тобто фактично «чиста теорія права» Г. Кельзена є проявом моністичного або вузького розуміння права.
Цей підхід дає змогу сформулювати юридичне розуміння держави, як нормативного, примусового порядку людських відносин панування та підкорення, тобто розуміння держави, як певного централізованого правопорядку. Держава — це персоніфікація правопорядку.

## Слабкі сторони теорії
До слабких сторін вчення Г. Кельзена та його прихильників можна віднести те, що в межах «чистої» теорії права:
- ігнорується змістовна сторона права, у тому числі моральний аспект юридичних норм. Втрачається зв'язок між правом та справедливістю;
- втрачаються з виду соціально-політичні фактори формування права;
- право може слугувати засобом свавілля зі сторони держави, як законодавця;
- у рамках логіки, яку пропонує Г. Кельзен, вважає В. Лазарев, виникає ситуація, коли держава в силу різних причин та обставин може використовувати та нав'язувати суспільству застарілі норми, чи, гірше того, видає акти, що йдуть в розріз з соціальними, політичними, культурними та іншими потребами;
- здійснюється змішування понять «держава» та «право»;
- фактично зникає межа між правотворчістю та правозастосуванням.

## Сильні сторони теорії
До сильних сторін можна віднести:
- більше, ніж будь-який інший підхід до права підкреслює визначальні властивості права — його загальнообов'язковість, нормативність та формальність. Це забезпечує суб'єкта права стабільною чітко вираженою основою для визначення лінії своєї поведінки у відносинах;
- чітко зрозумілим є механізм захисту та реалізації права, що дає підстави говорити про забезпечений характер права;
- право в цьому випадку слугує засобом протидії режиму свавілля та беззаконня зі сторони окремих представників держави;
- суб'єкти права з формальної сторони одержують рівний статус тощо.

Неважко побачити, що цей напрям у юридичній науці слід розглядати, як вузький у межах наведеної вище класифікації.